# Pleasant View (Île-du-Prince-Édouard)
Pleasant View est une communauté dans le comté de Prince sur l'Île-du-Prince-Édouard, au Canada, au sud-ouest de Tignish.